# گریگوری پاکوریانوس
گریگوری پاکوریانوس (گرجی: გრიგოლ ბაკურიანის-ძე؛ ارمنی: Գրիգոր Բակուրիան درگذشته ۱۰۸۶ میلادی) سیاستمدار و فرمانده نظامی ارمنی‌تبار که از سال ۱۰۶۰ در ارتش امپراتوری بیزانس خدمت می‌کرد. وی در جنگ‌های بیزانس و سلجوقیان شرکت نمود.
وی بنیانگذار Monastery of the Mother of God Petritzonitissa در بلغارستان کنونی می‌باشد.